# Trigonometrische hoogtemeting
Trigonometrische hoogtemeting is een methode in de landmeetkunde om het hoogteverschil te meten tussen twee punten, uit de onderlinge (horizontale) afstand en de verticale hoek. Hierbij wordt in de regel gebruikgemaakt van een tachymeter.

## Formules (vereenvoudigd)

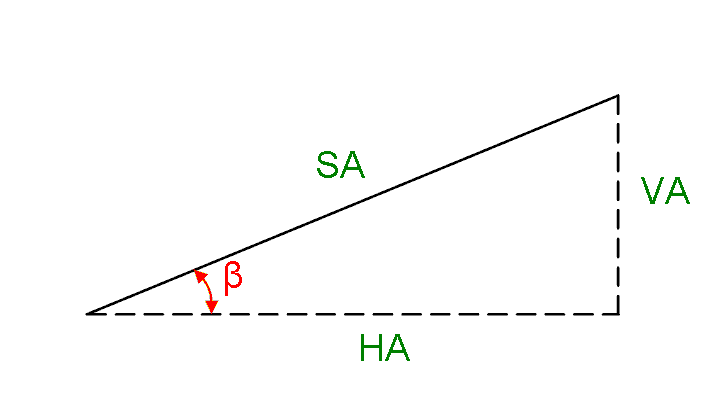
Figuur 1. Het principe van trigonometrische hoogtemeting in haar meest eenvoudige vorm

In figuur 1 wordt het basisprincipe van trigonometrische hoogtemeting weergegeven. Wanneer gegeven zijn de gemeten elevatiehoek {\displaystyle \beta } en de schuin gemeten afstand SA, dan kan de verticale afstand VA (hoogteverschil) worden berekend:
{\displaystyle VA=SA\cdot \sin(\beta )}
Voor de horizontale afstand HA geldt:
{\displaystyle HA=SA\cdot \cos(\beta )}

## Formules (uitgebreid)

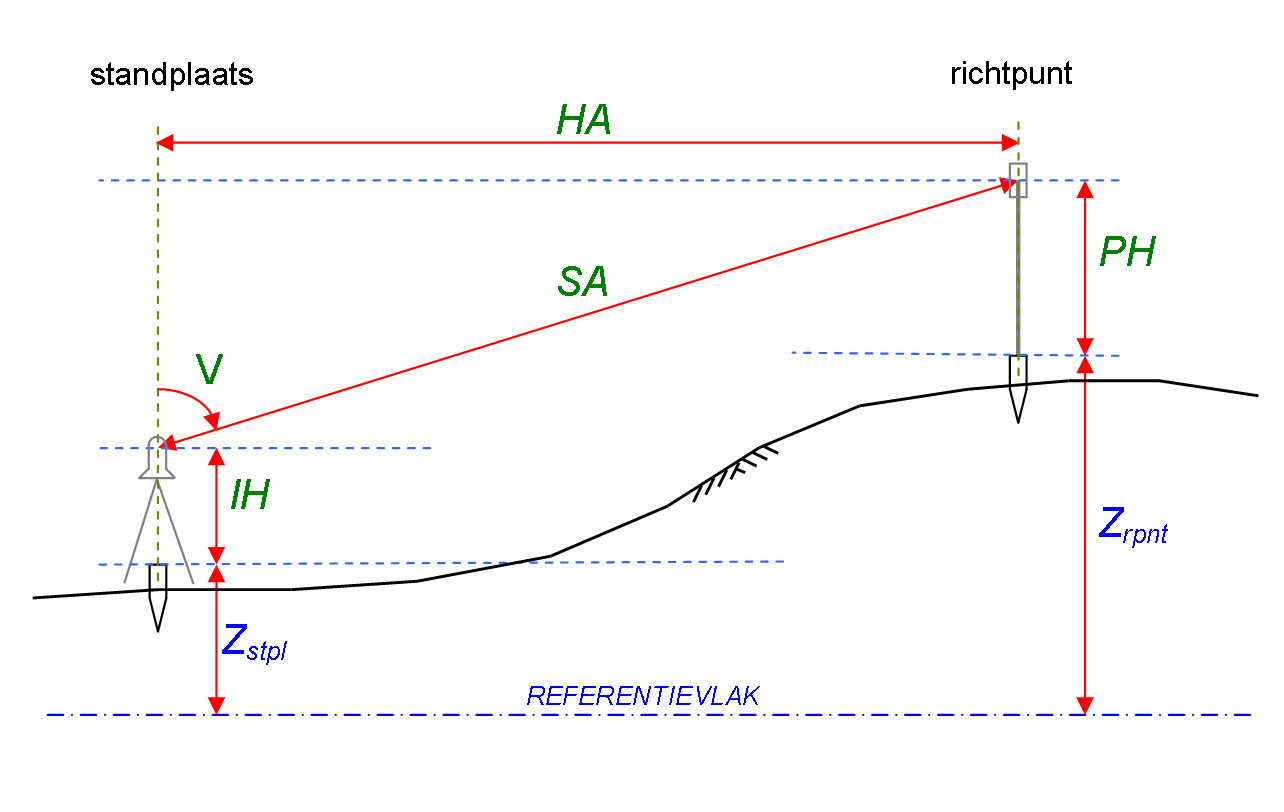
Figuur 2. Het principe van trigonometrische hoogtemeting in uitgebreide vorm

De variabelen, zoals weergegeven in figuur 2, zijn:
- SA: schuin/rechtstreeks gemeten afstand
- V: verticale zenithoek (hoek met de verticale as)
- IH: instrumenthoogte (hoogte van het instrument t.o.v. het opstelpunt)
- PH: prismahoogte (hoogte van het prisma t.o.v. het richtpunt)
- Zstpl: absolute hoogte van het opstelpunt (bijvoorbeeld t.o.v. NAP)
- Zrichtp: absolute hoogte van het richtpunt.

Bovenstaande zes variabelen zijn zodanig aan elkaar gerelateerd dat wanneer er vijf bekend zijn, dan de overige kan worden berekend.
De hoofdformule is als volgt:
{\displaystyle Z_{richtp}=Z_{stpl}+IH+SA\cdot \cos(V)-PH}
Wanneer de hoogte van de standplaats wordt geïsoleerd, dan wordt dit:
{\displaystyle Z_{stpl}=Z_{richtp}-IH-SA\cdot \cos(V)+PH}
De instrumenthoogte IH wordt berekend uit:
{\displaystyle IH=Z_{richtp}-Z_{stpl}-SA\cdot \cos(V)+PH}
De schuine afstand SA wordt berekend uit:
{\displaystyle SA={\frac {Z_{richtp}-Z_{stpl}-IH+PH}{\cos(V)}}}
De verticale zenithoek V voor kijkerstand 1 wordt berekend uit:
{\displaystyle V_{1}=\arccos \left({\frac {Z_{richtp}-Z_{stpl}-IH+PH}{SA}}\right)}
De verticale zenithoek V voor kijkerstand 2 kan hiervan worden afgeleid, waarbij er in dit geval van wordt uitgegaan dat met hoeken in decimale graden (zie decimale graad) wordt gewerkt:
{\displaystyle V_{2}=400[grad]-V_{1}}
De prismahoogte PH wordt berekend uit:
{\displaystyle PH=Z_{stpl}+IH+SA\cdot \cos(V)-Z_{richtp}}

## Complicaties

### Aardkromming
De fout bij het trigonometrisch meten van een hoogteverschil neemt kwadratisch toe met de afstand. Een van de oorzaken is de aardkromming (zie vorm van de aarde, geoïde). De fout in de hoogteverschillen als gevolg van de aardkromming ontstaat wanneer beide punten op verschillende afstand staan van de tachymeter. Dit is vergelijkbaar met 'uit het midden waterpassen' (zie waterpassing). De invloed van de aardkromming kan op dezelfde wijze worden opgeheven door vanuit het midden te meten, ofwel dat de punten op gelijke afstand staan van de tachymeter. In meetinstrumentarium en verwerkingsprogrammatuur kunnen de gemeten hoogtes vaak automatisch corrigeren voor de invloed van de aardkromming, echter in werkelijkheid is de aardkromming overal verschillend en is de correctie slechts een benadering (zie geoïde).
De correctie op de hoogte als gevolg van de aardkromming kan worden bepaald uit:
{\displaystyle dZ_{aardkr}[m]=R-{\sqrt {R^{2}+HA^{2}}}}
of bij benadering uit:
{\displaystyle dZ_{aardkr}[m]={\frac {-HA^{2}}{2\cdot R}}}
met dZaardkr de correctie op de gemeten hoogtes, HA de horizontale afstand en R de straal van de aarde. Voor R wordt in Nederland vaak de waarde van 6382600 m gebruikt.

### Refractie
Een andere factor die van invloed is op de hoogteverschillen is die van de refractie ofwel de breking van het licht door de verschillende luchtlagen als gevolg van luchtdruk, temperatuur, luchtvochtigheid, vervuiling, enzovoort. De invloed van de refractie op de hoogtes is moeilijk te voorspellen. De invloed van de refractie kan o.a. worden verminderd door de afstanden relatief klein te houden, de vizierlijn niet te dicht bij de grond te laten lopen (bijvoorbeeld niet onder 1 meter hoogte boven de grond), afhankelijk van de toepassing en gewenste nauwkeurigheid.
| Afstand | Invloed aardkromming op gemeten hoogtes |
| ------- | --------------------------------------- |
| 10 m    | 0,0 mm                                  |
| 100 m   | 0,8 mm                                  |
| 250 m   | 4,9 mm                                  |
| 500 m   | 19,6 mm                                 |
| 1000 m  | 78,3 mm                                 |

Tabel 1. De invloed van de aardkromming op de gemeten hoogtes

## Toepassingen
Voor het bepalen van het hoogteverschil tussen twee punten worden de volgende methoden het meest gebruikt:
| Meetmethode                   | Haalbare nauwkeurigheid | Efficiency van meten |
| ----------------------------- | ----------------------- | -------------------- |
| Waterpassing                  | < 1 mm                  | 2 personen; langzaam |
| Trigonometrische hoogtemeting | 1 mm                    | 1 persoon; snel      |
| Gps-meting                    | > 1 mm                  | 1 persoon; snel      |

Tabel 2. De nauwkeurigheid van de verschillende meetmethodes
In het verleden werden hoogteverschillen en hoogtes meestal bepaald door waterpassing, echter tegenwoordig worden de meeste punten in hoogte bepaald middels trigonometrische hoogtemeting en gps. De bepalende factor hierin is primair de gewenste nauwkeurigheid, welke het hoogst is bij waterpassing. Verder speelt mee de efficiency waarin de hoogtes kunnen worden bepaald. Voor conventionele waterpassing zijn twee mensen nodig en vergt het overbrengen van de hoogte relatief veel tijd, echter voor de overige twee kan één landmeter in de regel volstaan.